# ماهور سبزنقارة خانة (كبغيان)
ماهور سبزنقارة خانة (بالفارسية: ماهورسبز نقاره‌خانه) هي قرية تقع في إيران في قسم كبغيان الريفي. يقدر عدد سكانها بـ 40 نسمة .